# Novafabricia bilobata
Novafabricia bilobata är en ringmaskart som beskrevs av Martin och Giangrande 1991. Enligt Catalogue of Life ingår Novafabricia bilobata i släktet Novafabricia och familjen Sabellidae, men enligt Dyntaxa är tillhörigheten istället släktet Novafabricia och familjen Sabellariidae. Arten har ej påträffats i Sverige. Inga underarter finns listade i Catalogue of Life.